# Leland (Iowa)
Leland è un comune degli Stati Uniti d'America, situato nello Stato dell'Iowa, nella contea di Winnebago.